# جان جونسون
جان جونسون (بالإنجليزية: Jan Johnson)‏ هو القافز بالزانة أمريكي، ولد في 11 نوفمبر 1950 في هاموند في الولايات المتحدة.

## وصلات خارجية
- جان جونسون على موقع اللجنة الأولمبية الدولية (الإنجليزية)
- جان جونسون على موقع أوليمبيديا (الإنجليزية)